# Vonatszámok Magyarországon
Magyarországon minden vonatjárat rendelkezik egy 2, 3, 4 vagy 5 számjegyű, úgynevezett vonatszámmal, mely megadja a vonat típusát, közlekedési idejét és azt, hogy mely vonalszakaszon, melyik irányba közlekedik.

## A számjegyek száma
- Két számjegyű: nemzetközi EuroCity (EC) ill. InterCity (IC) vonat vagy gyorsvonat
- Három számjegyű
  - 500 alatt: nemzetközi EC, IC vagy gyorsvonat
  - 500 felett: belföldi IC vagy gyorsvonat
- Négy számjegyű
  - Első számjegye egyes: időszakosan közlekedő EC, IC vagy gyorsvonat
  - Utolsó előtti számjegye nulla vagy kilenc (elővárosban): nem minden nap közlekedő vagy mentesítő járat
  - Utolsó előtti számjegye nulla vagy kilenc (távolsági vonatoknál): gyors-, sebesvonat vagy InterRégió
  - Egyéb: fővonalon közlekedő személyvonat
    - 5000 alatt: Budapesti elővárosi vonat
      - 2000-2999: Nyugati pályaudvarról induló budapesti elővárosi vonat
      - 3000-3999: Keleti pályaudvarról vagy Kőbánya-Kispestről induló budapesti elővárosi vonat
      - 4000-4999: Déli pályaudvarról induló budapesti elővárosi vonat

    - 5000-től: Regionális és távolsági vonat
- Öt számjegyű
  - Első számjegye egyes: Mentesítő InterCity, gyorsvonat, sebesvonat vagy személyvonat (15000-19999) esetleg több vasútvonalon közlekedő, az országot keresztülszelő szerelvényvonat (utasok nélküli személyvonat) illetve mozdony-gépmenet (szóló mozdony) (14000-14999), terelt IC vagy gyorsvonat (12000-12999) esetleg különvonat (13000-13999)
  - Első számjegye kettes: szerelvényvonat vagy mozdony-gépmenet
  - Első számjegye hármas: szárnyvonali személyvonat vagy gépmenet
  - Első számjegye négyes: nemzetközi tehervonat
  - Első számjegye 5-9:  belföldi tehervonat

Az időszakosan közlekedő mellékvonali személyvonatok nem kapnak eltérő vonatszámot. A mellékvonalakon a szerelvénymenet utolsó előtti számjegye 7, a mozdony-gépmeneté 8.

## Az első két számjegy
Megadja, hogy a vonat milyen vonalszakaszon, illetve melyik viszonylatban közlekedik. A 20-49 közöttiek budapesti elővárosi, az 50-99 közöttiek vidéki regionális (nem Budapestről induló), illetve távolsági, hosszú utat megtevő vonatok számai. A 20-49 közöttiek három számjegyű vonatokra nem érvényesek (a 200-499 közötti számot viselő járatok a nemzetközi vonatok). A Budapestről induló gyorsvonatok általában a célállomásuknak megfelelő számot kapják. A viszonylatok a páros vonatoknak megfelelő útirány szerint van feltüntetve (kezdőpont felől végpont felé). Az ötszámjegyű mellékvonali vonatok nem szerepelnek a listában. A zárójelben szereplő állomásokat az adott számozású járatok nem mindegyike érinti.

### Elővárosi járatok
- 20 – Budapest-Nyugati – Esztergom
- 21 – Budapest-Nyugati – Piliscsaba ( – Esztergom)
- 22 – Budapest-Nyugati – Esztergom (időszaksan)
- 23 – Budapest-Nyugati – Dunakeszi – Vác – Szob
- 24 – Budapest-Nyugati – Dunakeszi – Vác
- 25 – Budapest-Nyugati – Veresegyház – Vác
- 26 – Budapest-Nyugati – Cegléd – Szolnok
- 27 – Budapest-Nyugati – Monor
- 28 – Budapest-Nyugati – Cegléd (illetve két esti zónázóvonat Szolnokig)
- 29 – Budapest-Nyugati – Dabas ( – Lajosmizse)
- 30 – Budapest-Keleti – Hatvan
- 31 – Budapest-Keleti – Isaszeg ( – Gödöllő – Aszód)
- 32 – Rákos – Pilisvörösvár
- 33 – Budapest-Keleti – Nagykáta – Szolnok
- 34 – Budapest-Keleti – Sülysáp
- 35 – Kőbánya-Kispest – Kelenföld – Érd felső – Székesfehérvár
- 36 – Budapest-Keleti – Nagykáta
- 37 – Budapest-Keleti – Kunszentmiklós-Tass
- 38 – Kőbánya-Kispest – Kelenföld – Érd alsó – Tárnok ( – Martonvásár – Kápolnásnyék)
- 40 – Budapest-Déli – Sárbogárd
- 41 – Budapest-Déli – Pusztaszabolcs
- 42 – Budapest-Déli – Dunaújváros
- 43 – Budapest-Déli – Százhalombatta (munkanap)
- 44 – Budapest-Déli – Tatabánya – Oroszlány[1]
- 45 – Budapest-Déli – Érd alsó – Székesfehérvár
- 46 – Budapest-Déli – Érd alsó – Tárnok (– Martonvásár)
- 47 – Budapest-Déli – Érd felső – Tárnok (– Székesfehérvár)
- 48 – (Budapest-Déli –) Kelenföld – Bicske (– Komárom)
- 49 – Budapest-Déli – Győr

### Helyközi és távolsági járatok
- 50 – Budapest-Keleti – Hatvan – Füzesabony (– Miskolc-Tiszai)
- 51 – (Budapest-Keleti –) Miskolc – Szerencs – Nyíregyháza, (illetve miskolci IC-k esetében)
- 52 – (Budapest-Keleti – Miskolc –) Szerencs – Sátoraljaújhely
- 53 – Miskolc – Hidasnémeti
- 54 – Miskolc – Kazincbarcika – Ózd (illetve néhány egri (Agria) InterRégió esetében)
- 55 – (Budapest-Keleti –) Füzesabony – Eger
- 56 – jelenleg csak a Keletiből induló kör-IC-k esetében használatos
- 57 – Hatvan – Szolnok
- 58 – Hatvan – Somoskőújfalu (illetve a Budapest-Keleti–Debrecen IC-k esetében)
- 60 – Budapest-Nyugati – Cegléd – Szolnok – Püspökladány – Debrecen
- 61 – (Budapest-Nyugati – Cegléd – Szolnok – Püspökladány –) Debrecen – Nyíregyháza
- 62 – (Budapest-Nyugati – Cegléd – Szolnok – Püspökladány –) Debrecen – Nyíregyháza – Záhony
- 63 – Debrecen – Mátészalka – Fehérgyarmat – Zajta
- 64 – Püspökladány – Biharkeresztes
- 65 – jelenleg csak a Nyugatiból induló kör-IC-k esetében használatos
- 66 – Debrecen – Füzesabony
- 68 – Debrecen – Nyírábrány
- 69 – jelenleg csak egy Balaton-Szeged főszezoni vonat
- 70 – (Budapest-Nyugati – Cegléd –) Kiskunfélegyháza – Szeged
- 71 – Budapest-Nyugati – Cegléd  – Kiskunfélegyháza – Szeged
- 72 – Szolnok – Szentes (– Hódmezővásárhely), illetve szegedi InterCityk esetében
- 73 – Szegedi Intercityk, valamint a Szeged-Röszke Szabadka nemzetközi személyvonat
- 74 – (Budapest-Keleti – Nagykáta – Szolnok – Mezőtúr –) Gyoma – Békéscsaba
- 75 – Budapest-Keleti – Nagykáta – Szolnok – Mezőtúr – Gyoma – Békéscsaba – Lőkösháza
- 76 – Kecskemét – Cegléd – Szolnok (munkanap)
- 77 – Szeged – Békéscsaba
- 78 – Baja – Kiskunhalas – Kiskunfélegyháza (– Kecskemét)
- 79 – (Budapest –) Kiskunhalas – Kelebia
- 80 – (Budapest-Déli –) Pusztaszabolcs – Sárbogárd – Pincehely (– Dombóvár – Pécs), illetve Budapest-Keleti-Pécs InterCityk esetében
- 81 – Pécs – Villány – Magyarbóly, illetve néhány pécsi InterCity esetében
- 82 – (Dombóvár –) Kaposvár – Gyékényes (– Nagykanizsa), illetve a Dombóváron át Kaposvárra illetve Gyékényesre közlekedő InterCityk esetében
- 83 – Sárbogárd – Szekszárd – Bátaszék (– Baja), illetve a Székesfehérvár-Baja (Gemenc) InterRégió vonatok esetében használatos
- 84 – Budapest-Keleti/Déli – Székesfehérvár – Siófok – Fonyód – Balatonszentgyörgy – Nagykanizsa – Gyékényes nagykanizsai IC-k esetében használatos
- 85 – Budapest-Déli – Székesfehérvár – Siófok – Fonyód – Balatonszentgyörgy (– Nagykanizsa – Gyékényes)
- 86 – Budapest-Déli – Székesfehérvár – Siófok – Fonyód – Balatonszentgyörgy – Keszthely
- 87 – Budapest-Déli – Székesfehérvár – Siófok (– Fonyód)
- 88 – Kaposvár – Fonyód
- 89 – Nagykanizsa – Gyékényes – Barcs – Pécs közötti regionális, illetve Szombathely-Pécs (Pannónia) InterRégió vonatok esetében
- 90 – Budapest-Déli – Székesfehérvár – Veszprém (– Ajka – Celldömölk – Szombathely)
- 91 – Sopron - Szombathely (– Szentgotthárd személyvonatoknál (GYSEV), valamint a Budapest-Veszprém-Szombathely viszonylatú Bakony InterCityknél
- 92 – Budapest-Keleti – Győr – Csorna – Szombathely (– Szentgotthárd) IC-k esetében használatos illetve Győr – Celldömölk (– Szombathely), valamint heti egy pár Budapest-Győr-Celldömölk-Szombathely gyorsvonat esetében használatos
- 93 – (Tatabánya –) Komárom – Győr személyvonatok, illetve soproni IC-k, valamint Budapest-Győr gyorsított vonatok esetében használatos
- 94 – (Budapest-Keleti –) Győr – Hegyeshalom (– Rajka)
- 95 – Celldömölk – Boba – Ukk – Zalaegerszeg (– Őriszentpéter – Hodoš) (Szlovénia) (illetve Budapest–Zalaegerszeg InterCity vonatok esetében)
- 96 – Balatonszentgyörgy – Keszthely – Tapolca (– Celldömölk), illetve a veszprémi gyorsvonatok és a (Pécs-)Kaposvár-Győr (Helikon) InterRégió vonatok, valamint Budapest-Zalaegerszeg (Göcsej) InterCityk esetében
- 97 – (Budapest-Déli –) Székesfehérvár – Balatonfüred (– Tapolca)
- 98 – Szombathely – Vasvár – Zalaszentiván – Zalaegerszeg/Nagykanizsa, illetve soproni InterCityk esetén
- 99 – Győr – Sopron (GYSEV), illetve Budapest-Sopron InterCityk

### Jelenleg nem használatos számozások
- 39 – korábban: Budapest-Keleti–Szolnok
- 59
- 67 – korábban: Záhony–Szolnok–Cegléd–Szeged

## Az utolsó számjegy
Megadja, hogy a vonat mikor és milyen irányba közlekedik. Egy páros és egy páratlan vonat ugyanazon a vonalon mindig egymással szemben közlekedik. Hogy melyik a páros irány, az általában a vonal kezdőpontjától függ. A Budapestről induló vonalak kezdőpontja mindig a fővárosban van a vonal szelvényezési kezdőpontjától függetlenül. 
Ha egy vonat olyan vonalon is áthalad, ahol vonatszáma nem felel meg az ottani számozásnak, akkor kötőjellel hozzáillesztünk egy 1-es vagy 2-es számjegyet. 1-est a páros vonat számához ha a vasútvonal kezdőpontja felé halad, 2-est a páratlan vonatéhoz, ha a végpont felé tart (lásd példa lent).

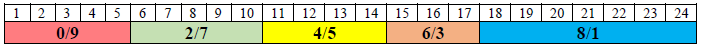
Vonatok utolsó számjegye az idő alapján

Az időpont jelölése a következő (páros/páratlan vonat):
- 0/9 – reggel (kb. 00:00-06:00)
- 2/7 – délelőtt (kb. 06:00-10:00)
- 4/5 – kora délután (kb. 10:00-14:00)
- 6/3 – késő délután (kb. 14:00-18:00)
- 8/1 – este (kb. 18:00-24:00)

## Példák
- 371-2 – Budapestről induló nemzetközi gyorsvonat (eredeti száma páratlan, de páros irányba közlekedik)
- 520 – kora reggel Budapest-Keleti pályaudvarról Miskolcon át Sátoraljaújhelyre közlekedő sebesvonat
- 3324 – késő délelőtt Budapest-Keleti pályaudvarról Nagykátán át Szolnokra közlekedő személyvonat
- 6204 – kora délután Budapest-Nyugati pályaudvarról Szolnokon át Záhonyba tartó sebesvonat
- 8212 – a reggeli órákban Dombóvárról Gyékényesre közlekedő személyvonat
- 8396 – késő délután Székesfehérvárról Bajára közlekedő InterRégió vonat
- 9602-1 – a reggeli órákban Kaposvárról Győrbe közlekedő InterRégió vonat (eredeti száma páros, de páratlan irányba közlekedik)
- 18504 – kora délután Budapest-Déli pályaudvarról Nagykanizsára csak hetente egyszer közlekedő (mentesítő) sebesvonat
- 24010 – kora hajnalban szerelvényvonat utasok nélkül vagy szóló mozdony a 40-es vasútvonalon
- 34116 – a délutáni órákban Pusztaszabolcsról Székesfehérvárra közlekedő személyvonat
- 34470 – utasok nélküli szerelvénymenet Tatabánya és Oroszlány között
- 36029 – kora reggel Vásárosnaményból Nyíregyházára tartó személyvonat

Olyan esetekben, ahol az egyes vonattípusoknak nincs a megfelelő időintervallumban megfelelő mennyiségű kiosztható sorszám, a vonatszámok eltérhetnek a szabályostól.